# ملعب ماكاريو
ملعب ماكاريو هو ملعب كرة قدم متعدد الأغراض يستضيف مسابقات ألعاب القوى، يقع في نيقوسيا، قبرص، يتسع لـ 16000 متفرج. بدأ بناؤه في 1978 وافتتح في نفس العام.